# José María Torres Caicedo
José María Torres Caicedo (Bogotá, 1830 — Paris, 1889) foi um ensaísta e jornalista colombiano.
Foi o redator de política do jornal El Correo de Ultramar e escreveu Les principes de 1879 en Amérique.